# Philodendron hylaeae
Philodendron hylaeae är en kallaväxtart som beskrevs av George Sydney Bunting. Philodendron hylaeae ingår i släktet Philodendron och familjen kallaväxter. Inga underarter finns listade.